# Margaret Boxall
Margaret Boxall (* um 1945, verheiratete Margaret Allen) ist eine ehemalige englische Badmintonspielerin. 

## Karriere
1968 siegte Boxall bei der erstmals ausgetragenen Europameisterschaft im Doppel mit Susan Whetnall. Zwei Jahre später verteidigten beide den Titel.

## Erfolge
| Saison | Veranstaltung                             | Disziplin   | Platz | Name                                 |
| ------ | ----------------------------------------- | ----------- | ----- | ------------------------------------ |
| 1963   | England: Einzelmeisterschaft der Junioren | Dameneinzel | 1     | Margaret Boxall                      |
| 1963   | England: Einzelmeisterschaft der Junioren | Damendoppel | 1     | Stephanie Jones / Margaret Boxall    |
| 1967   | England: Einzelmeisterschaften            | Damendoppel | 1     | Sue Pound / Margaret Boxall          |
| 1967   | Irish Open                                | Damendoppel | 1     | Margaret Boxall / Sue Pound          |
| 1968   | German Open                               | Damendoppel | 1     | Margaret Boxall / Susan Pound        |
| 1968   | England: Einzelmeisterschaften            | Damendoppel | 1     | Sue Pound / Margaret Boxall          |
| 1968   | Europameisterschaft                       | Damendoppel | 1     | Margaret Boxall / Susan Whetnall     |
| 1968   | Dutch Open                                | Damendoppel | 1     | Margaret Boxall / Sue Pound          |
| 1969   | England: Einzelmeisterschaften            | Damendoppel | 1     | Susan Whetnall / Margaret Boxall     |
| 1969   | All England                               | Damendoppel | 1     | Margaret Boxall / Sue Pound Whetnall |
| 1969   | Scottish Open                             | Dameneinzel | 1     | Margaret Boxall                      |
| 1969   | Scottish Open                             | Damendoppel | 1     | Margaret Boxall / Susan Whetnall     |
| 1969   | Belgian International                     | Mixed       | 1     | Paul Whetnall / Margaret Boxall      |
| 1969   | Swedish Open                              | Damendoppel | 1     | Margaret Boxall / Susan Whetnall     |
| 1969   | Belgian International                     | Damendoppel | 1     | Margaret Boxall / Susan Whetnall     |
| 1969   | Südafrikanische Meisterschaft             | Damendoppel | 1     | Margaret Boxall / Susan Whetnall     |
| 1969   | Irish Open                                | Damendoppel | 1     | Margaret Boxall / Susan Whetnall     |
| 1970   | England: Einzelmeisterschaften            | Damendoppel | 1     | Susan Whetnall / Margaret Boxall     |
| 1970   | Europameisterschaft                       | Damendoppel | 1     | Margaret Boxall / Susan Whetnall     |
| 1970   | Scottish Open                             | Damendoppel | 1     | Margaret Boxall / Susan Whetnall     |
| 1970   | England: Einzelmeisterschaften            | Mixed       | 1     | Paul Whetnall / Margaret Boxall      |
| 1970   | Scottish Open                             | Dameneinzel | 1     | Margaret Boxall                      |
| 1970   | Canadian Open                             | Damendoppel | 1     | Susan Whetnall / Margaret Boxall     |
| 1970   | Swedish Open                              | Damendoppel | 1     | Margaret Boxall / Gillian Perrin     |
| 1970   | US Open                                   | Mixed       | 1     | Paul Whetnall / Margaret Boxall      |
| 1970   | Dutch Open                                | Damendoppel | 1     | Margaret Boxall / Susan Whetnall     |
| 1970   | All England                               | Damendoppel | 1     | Margaret Boxall / Sue Whetnall       |
| 1974   | All England                               | Damendoppel | 2     | Margaret Boxall / Sue Whetnall       |
| 1974   | All England                               | Mixed       | 3     | Mike Tredgett / Margaret Boxall      |
| 1974   | Scottish Open                             | Damendoppel | 1     | Margaret Boxall / Susan Whetnall     |
| 1975   | England: Einzelmeisterschaften            | Damendoppel | 1     | Susan Whetnall / Margaret Boxall     |

## Referenzen
- All England Champions 1899-2007
- Statistiken des englischen Verbandes

| Personendaten    | Personendaten                |
| ---------------- | ---------------------------- |
| NAME             | Boxall, Margaret             |
| ALTERNATIVNAMEN  | Allen, Margaret              |
| KURZBESCHREIBUNG | englische Badmintonspielerin |
| GEBURTSDATUM     | um 1945                      |